# Bonifaz Kaspar von Urban

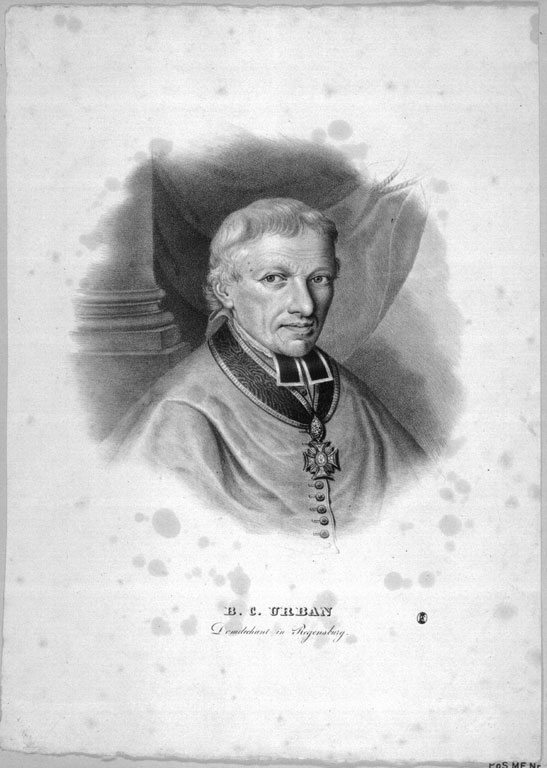
Bonifaz Kaspar von Urban

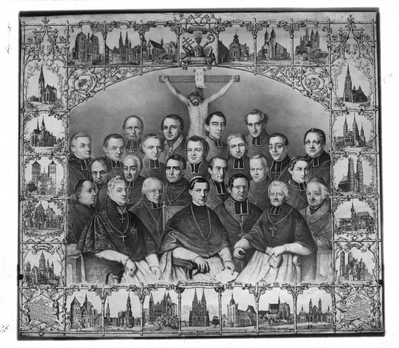
Gedenkbild zur Bischofskonferenz in Würzburg 1848

Bonifaz Kaspar von Urban (* 6. Januar 1773 in Oberherrnhausen bei Beuerberg; † 9. Januar 1858 in Bamberg) war der 3. Erzbischof des Erzbistums Bamberg. Sein Aufstieg vom einfachen Bauernsohn zum Nachfolger der Bamberger Fürstbischöfe war nur möglich durch die enormen Umbrüche der Aufklärung.

## Leben
Mit sechs Jahren besuchte er die Elementarschule der Augustiner-Chorherren des oberbayrischen Klosters Beuerberg, mit 11 Jahren die Augustiner-Studienanstalt in München. 1790 machte er seinen Gymnasialabschluss am (heutigen) Wilhelmsgymnasium München. Danach trat er 1792 in den Augustinerorden ein und wurde 1796 zum Priester geweiht. Bis zur Aufhebung des Klosters durch die Säkularisation im Jahre 1803 war er Hauslehrer der Beuerberger Kleriker (für Physik, Logik und Moraltheologie), sowie Kaplan und Pfarrer heimatlicher Gemeinden.
Die Enteignung der Augustiner zwang Urban zur Lehrtätigkeit an weltlichen Instituten: 1803 als Gymnasialprofessor und Musikdirektor in Landshut, 1808 als Gymnasialprofessor für Rhetorik und Religionslehrer in München, 1813 am Erziehungsseminar für höhere Töchter in München. 1817 stieg er zum Königlichen Hofkaplan und Religionslehrer der Prinzessinnen von Bayern auf.
Seinem guten Ansehen im Königshaus verdankte Urban 1821 die Berufung in das neue Metropolitankapitel von München und Freising, aus dem nach der Thronbesteigung Ludwigs I. 1825 zahlreiche Bischöfe hervorgingen. Er wurde Geistlicher Rat im Ordinariat und im Generalvikariat, 1827 zusätzlich Dompfarrer in München.
1832 wechselte Urban als Domdekan nach Regensburg, wurde dort 1833 Generalvikar, 1834 Dompropst und schließlich am 19. Dezember 1834 zum Weihbischof in Regensburg und Titularbischof von Taenarum ernannt. Die Bischofsweihe empfing er am 22. März 1835 durch den Erzbischof von München und Freising, Lothar Anselm von Gebsattel; Mitkonsekratoren waren der im Erzbistum München und Freising als Weihbischof tätige Bischof Franz Ignaz von Streber und der Bischof von Augsburg Ignaz Albert von Riegg.
Auf königlichen Wunsch folgte am 24. Februar 1842 die Ernennung zum Erzbischof von Bamberg, die Papst Gregor XVI. am 25. Mai 1842 bestätigte. Die feierliche Inthronisation fand am 24. Juli 1842 im Dom zu Bamberg statt.
1848 nahm Urban an der ersten Deutschen Bischofskonferenz in Würzburg teil.
Urban zeichnete sich durch tiefe Frömmigkeit und aufrichtige Humanität aus. Er war wohltätig, volksnah und treu sowohl dem Papst als auch dem König. In mehreren Stiftungen bedachte er arme Familien, auch konfessionsunabhängig, und lebte als Beispiel von Nächstenliebe und Bescheidenheit.
Die Stadt Bamberg verlieh ihm 1852 die Ehrenbürgerschaft, nach seinem Tod 1858 wurde er im Bamberger Dom beigesetzt.